# Corinna Harfouch
Corinna Harfouch, nata Corinna Meffert (Suhl, 16 ottobre 1954), è un'attrice tedesca.

## Biografia
Prima di intraprendere la carriera di attrice, ha lavorato come infermiera nella Germania dell'Est. Il suo primo marito, Nabil Harfouch, era uno scienziato siriano. La coppia ha avuto una figlia. Nel 1985 Corinna si è risposata con Michael Gwisdek, che l'ha resa madre di altri due figli, Johannes e Robert. Oggi vive a Brandeburgo con l'attore Wolfgang Krause Zwieback.

## Filmografia parziale
- La caduta - Gli ultimi giorni di Hitler (Der Untergang) (2004)
- Bibi, piccola strega 2 (Bibi Blocksberg und das Geheimnis der blauen Eulen), regia di Franziska Buch (2004)
- Profumo - Storia di un assassino (Perfume: The Story of a Murderer), regia di Tom Tykwer (2006)
- Wut (2006)
- Le particelle elementari (Elementarteilchen), regia di Oskar Roehler (2006)
- Berlin Calling, regia di Hannes Stöhr (2007)
- Finsterworld (2013)
- Deutschland 89 – miniserie TV, 8 puntate (2020)
- Sterben, regia di Matthias Glasner (2024)